# Hôtel d’Aumont

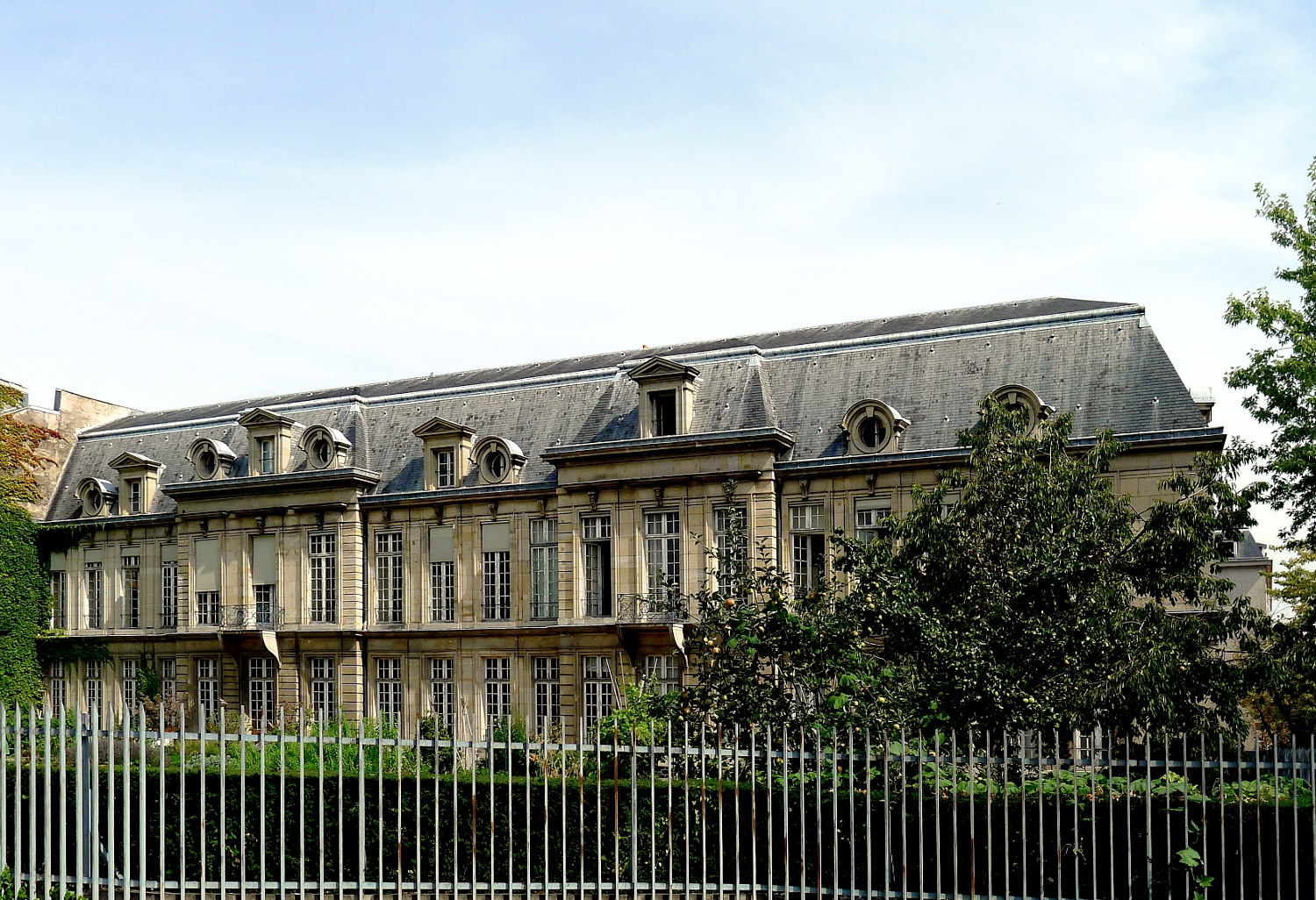
Das Hôtel d’Aumont 2011

Das Hôtel d’Aumont ist ein ehemaliges Hôtel particulier in der Rue de Jouy 7 im 4. Arrondissement von Paris. Es wurde als Residenz der Ducs d‘Aumont erbaut. Seit 1959 ist es der Sitz des Verwaltungsgerichts von Paris.

## Geschichte
Zu Beginn des 15. Jahrhunderts befand sich an der Stelle des heutigen Hôtels ein Anwesen mit dem Namen Le Dé, das den Cousinots, einer Familie von Magistraten, gehörte. Im Jahr 1644 fand Michel-Antoine Scarron, Seigneur de Vaures et de Vaujou, Conseiller du Roi, Onkel des burlesken Dichters Paul Scarron und Schwiegervater von Antoine d’Aumont de Rochebaron, das alte Gebäude, das er zwischen 1619 und 1630 auf drei aneinander grenzenden Grundstücken errichtet hatte, zu altmodisch für seine Bedürfnisse; obwohl er bereits 1631 eine Trennwand und die linke Hälfte des heutigen Corps de Logis errichtet hatte, baute er es nach den Plänen von Louis Le Vau um und erweiterte es zu dem heutigen Gebäude, das entre cour et jardin errichtet wurde. Le Vau ordnete die früheren Strukturen neu und gestaltete sie vollständig um.
Als das neue Gebäude 1648 fertiggestellt wurde, bewohnte es Antoine d’Aumont, der es 1656 von seinem Schwiegervater erwarb. Für ihn wurde es von dem Architekten François Mansart vergrößert und dekoriert, der im rechten Flügel eine große neue Treppe einbaute, die Treppe im Eckpavillon ersetzte und es mit Gemälden von Charles Le Brun und Simon Vouet ausstattete. Der Maurer, der die neuen Konstruktionen überwachte, war Michel Villedo. Der Name André Le Nôtre ist mit dem Jardin à la française verbunden; ein Garten, der das Hotel mit dem Quai de la Seine verbindet, wurde neu angelegt.
Später, zu Beginn des 18. Jahrhunderts, führten Modernisierungen im Innern zum heutigen Cabinet neuf, das heute das Büro des Präsidenten des Verwaltungsgerichts ist.
Nach Antoine d’Aumont, der 1665 zum erblichen Duc d’Aumont ernannt wurde, lebten vier weitere Herzöge in dem Hôtel, bis Victoire-Félicité de Durfort, die Frau von Louis-Marie-Augustin d’Aumont (1709–1782), 5. Duc d’Aumont, der sie 1727 geheiratet hatte, 1753 starb: er verkaufte das Haus 1756.
Es folgten dann mehrere Besitzer: Charles Sandrié, Baumeister für die Bâtiments du Roi, dann Pierre Terray, Bruder des Finanziers Abbé Terray und Generalstaatsanwalt der Cour des Aides bis 1780. Das Hôtel wurde 1795 von seinen Erben verkauft.
Von 1802 bis 1824 wurde das Gebäude als Rathaus des damaligen 9. Arrondissements gemietet. Zwischen 1824 und 1859 beherbergte das Hôtel d’Aumont Internatsschüler des Lycée Charlemagne.

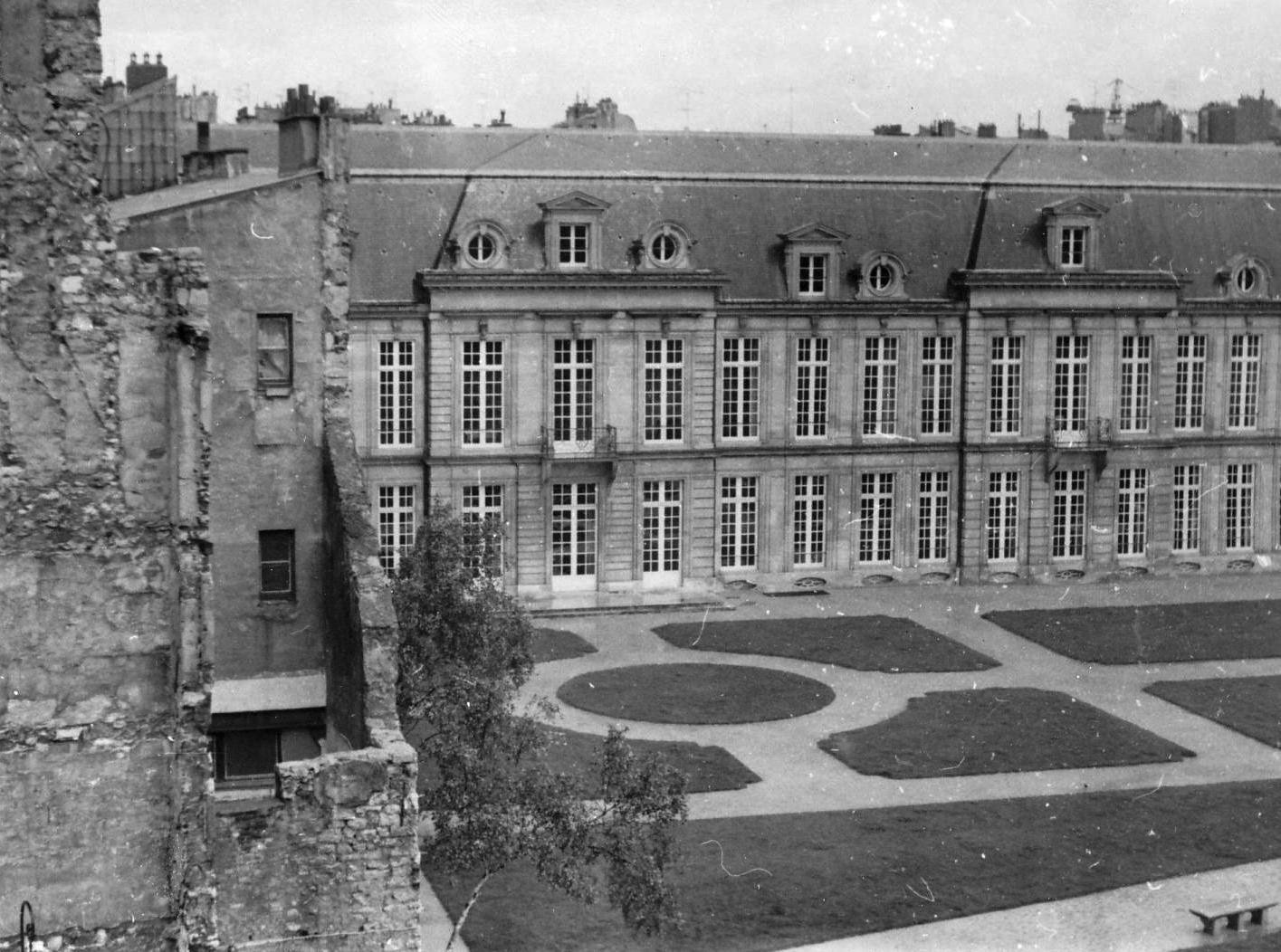
Das Hôtel d’Aumont 1981
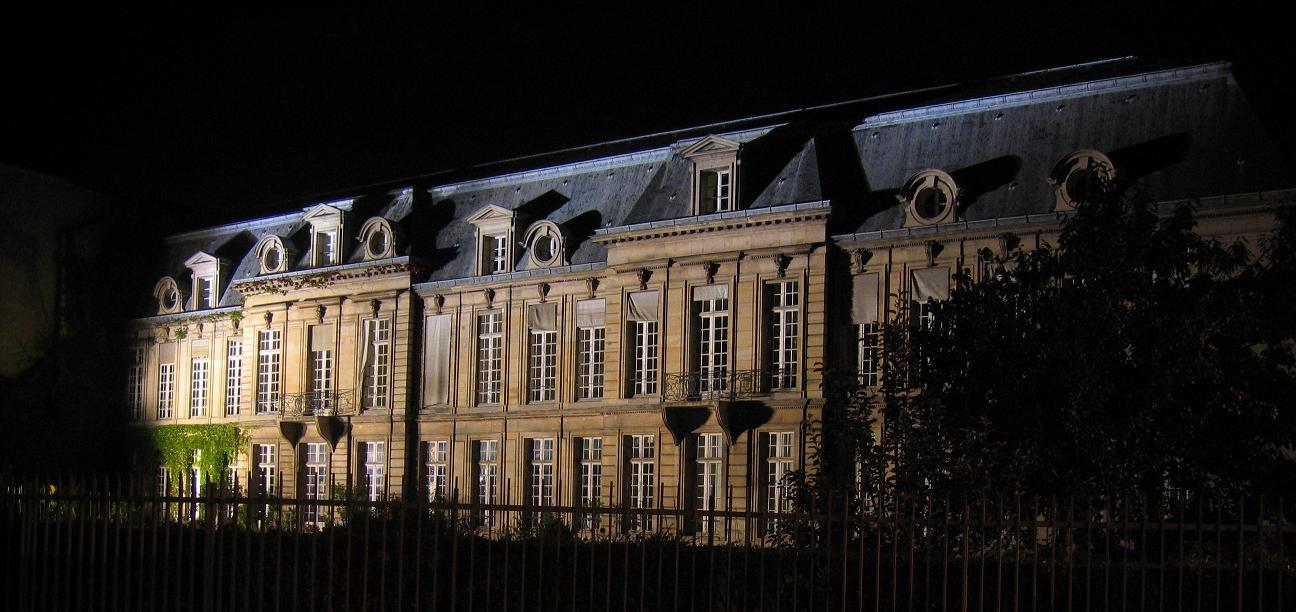
Das Hôtel d’Aumont 2007

Das Hotel wurde erneut umgebaut, als es 1859 in den Besitz der Pharmacie Centrale de France überging: Der Garten verschwand unter mehreren Schuppen, die getäfelten Salons wurden in Büros und Lagerräume umgewandelt. Im Jahr 1899 diente es als Versandlager für Produkte und als Verwaltungsgebäude der Pharmacie Centrale de France.
1938 wurde das Hôtel d’Aumont vom Département Seine gekauft (heute gehört es der Stadt Paris), das es instand setzte und 1946 unter Denkmalschutz stellte. Es wurde von Michel Roux-Spitz konsolidiert und 1959 von Paul Tournon, Mitglied der Académie des Beaux-Arts, in Zusammenarbeit mit Jean-Pierre Jouve, Architekt der Stadt Paris, und unter Mitwirkung von Jacques Dupont, Generalinspektor für historische Denkmäler, restauriert und vergrößert. Im gleichen Jahr zog das Verwaltungsgericht von Paris in das Gebäude ein.

## Beschreibung
Die Straßenfront in der Rue de Jouy zeigt eine symmetrische, schmucklose Reihe von zweigeschossigen Gebäuden mit einer rustizierten, gewölbten Porte cochère in der Mitte, die zwischen den Stallungen zum Eingangshof und den dazugehörigen dreigeschossigen Endpavillons führt, die mit hohen, schrägen Schieferdächern à la française gekrönt sind, die von Giebelgauben durchbrochen werden. Der Cour d’honneur wird von dem fünfjochigen Corps de Logis, den Eckpavillons und den identischen, gleichwertigen, zweigeschossigen Seitenflügeln mit paarweise angeordneten Fenstern mit vier über zwölf Scheiben umrahmt von Zierleisten zwischen leicht getäfelten Pfeilern umschlossen. Die Schlusssteine der Fenster sind in skulpturale Friese integriert, die über ihnen verlaufen und als Stützen für die Gesimse dienen und alle Elemente des Entwurfs miteinander verbinden. Girlanden aus Früchten und Blättern, menschliche und tierische Masken und geschnitzte Draperien sorgen für einen reichen Dekor.
Die Gartenfront verbindet die Endpavillons zu einem einheitlichen Corps de logis mit einem Paar leicht vorspringender Pavillons, die die drei mittleren Erker flankieren und die lange Fassade unterbrechen.

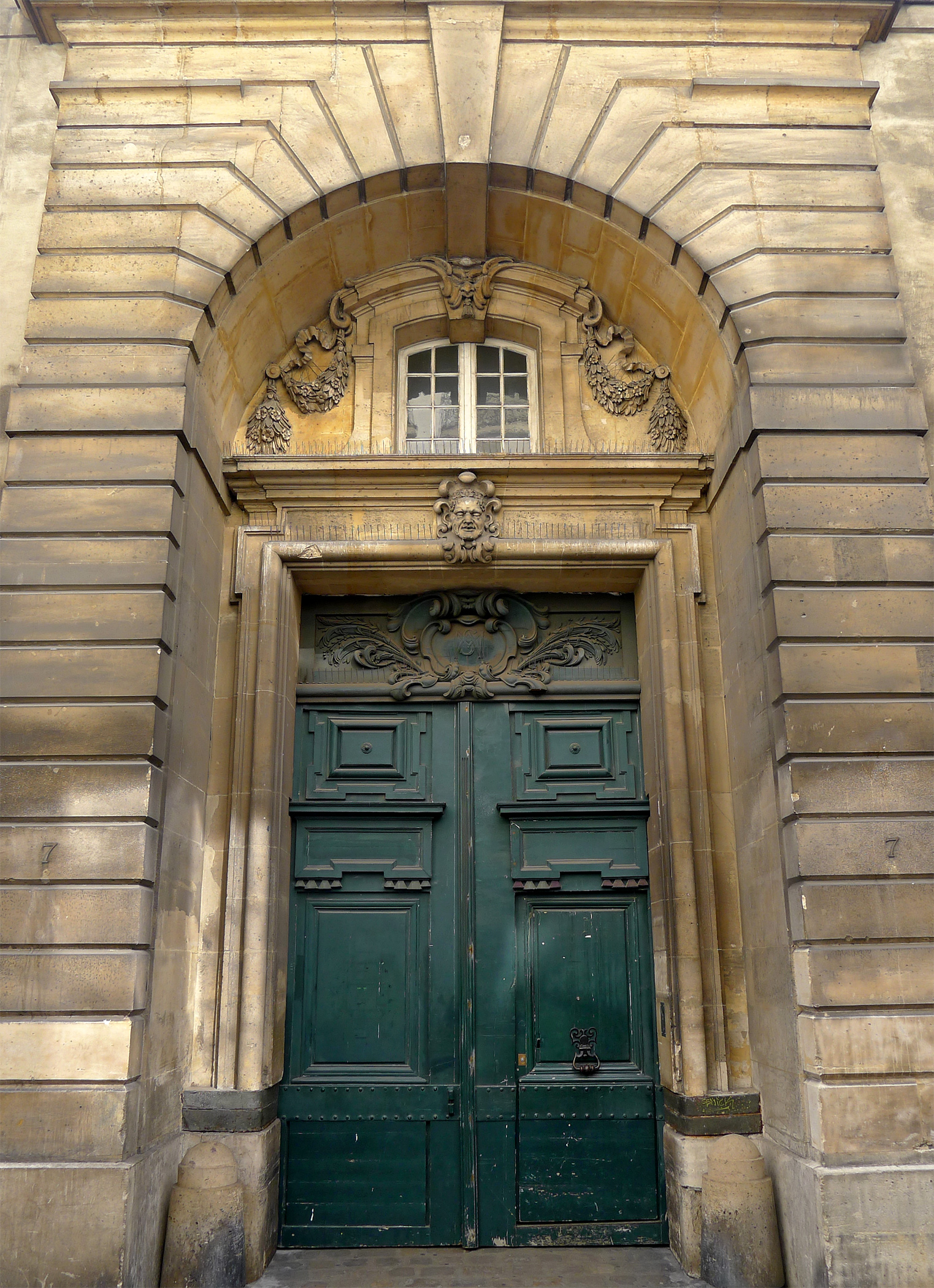
Der Eingang an der Rue de Jouy
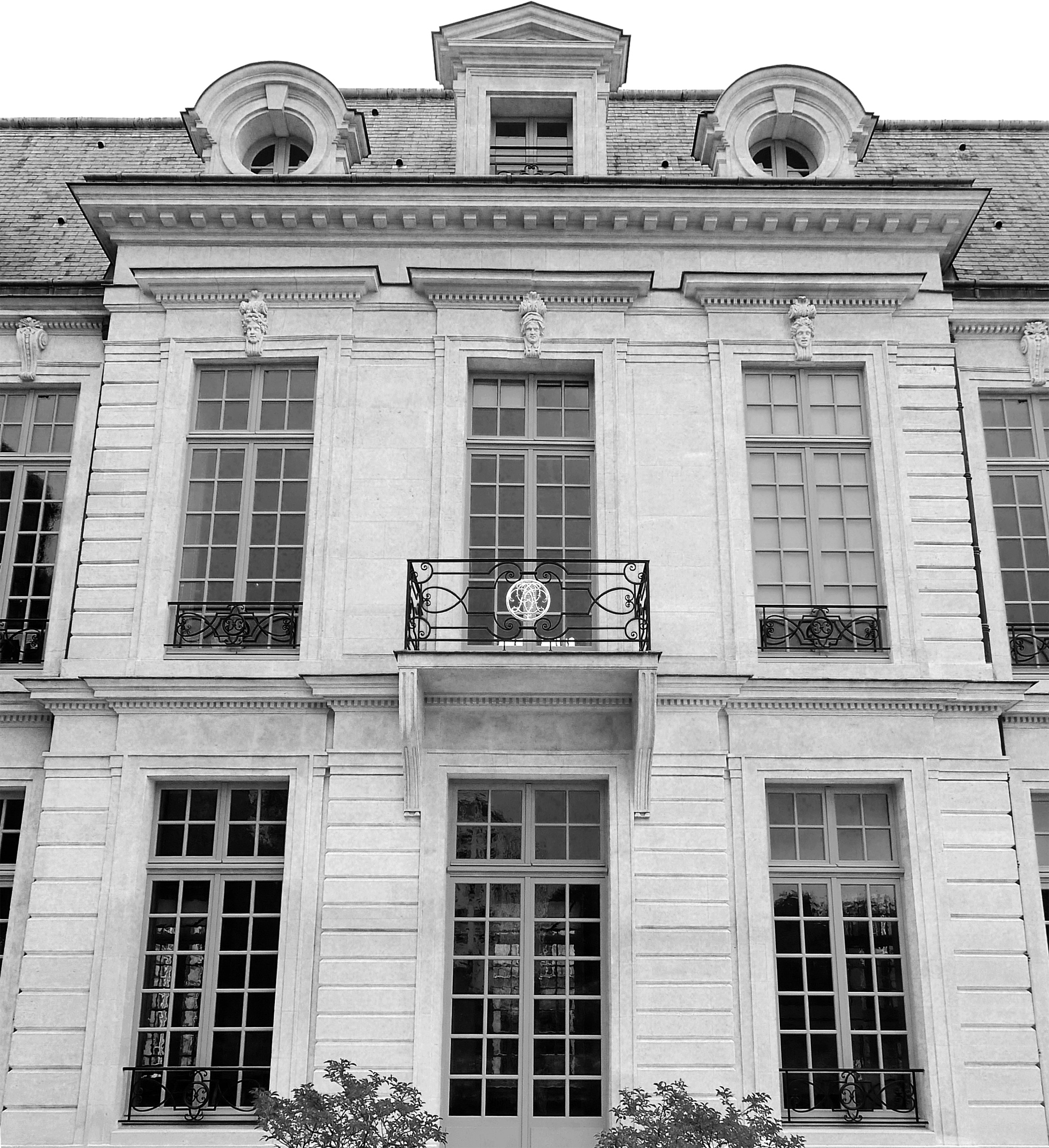
Detail der Südfassade

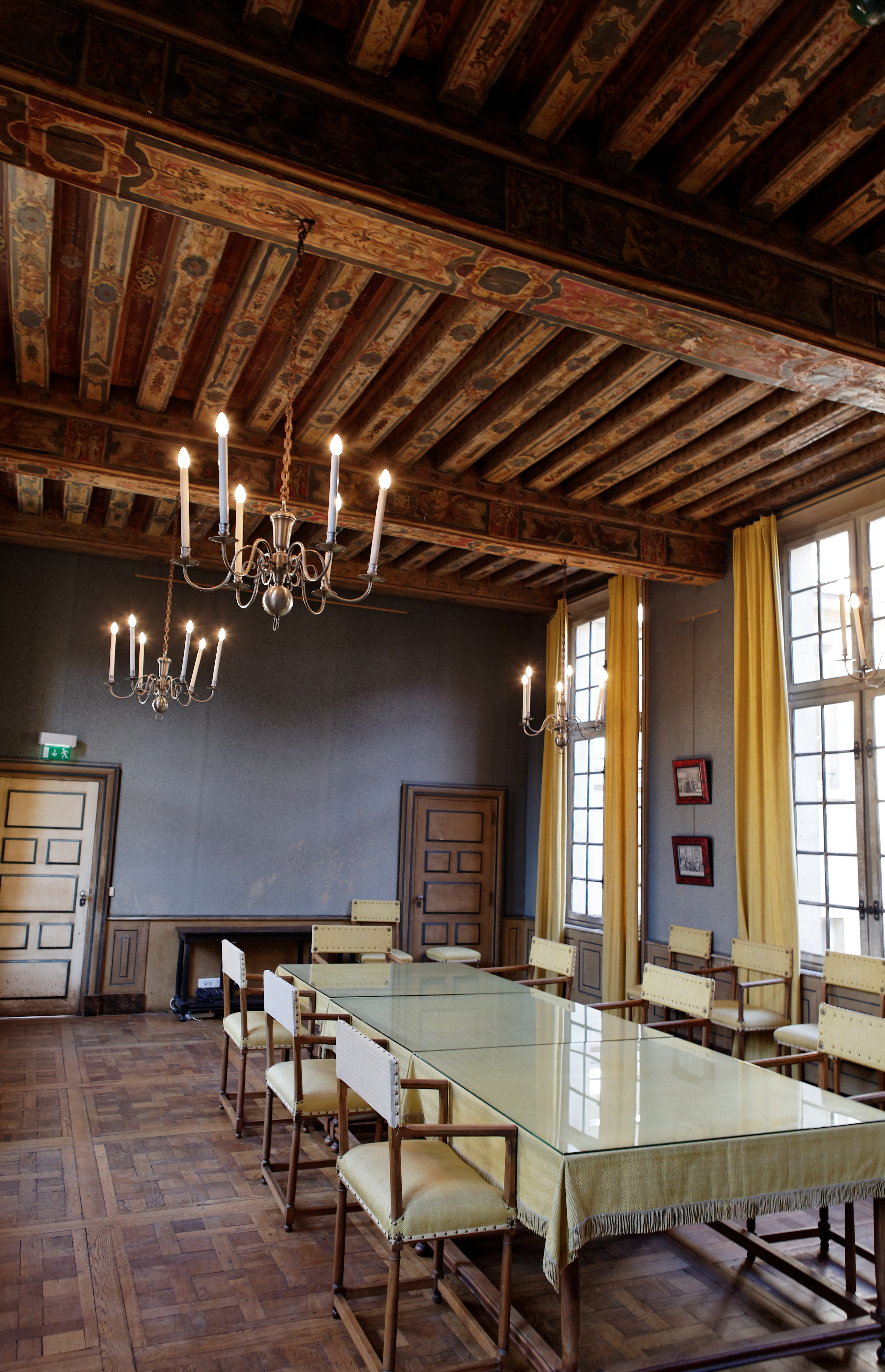
Die Salle aux Poutres
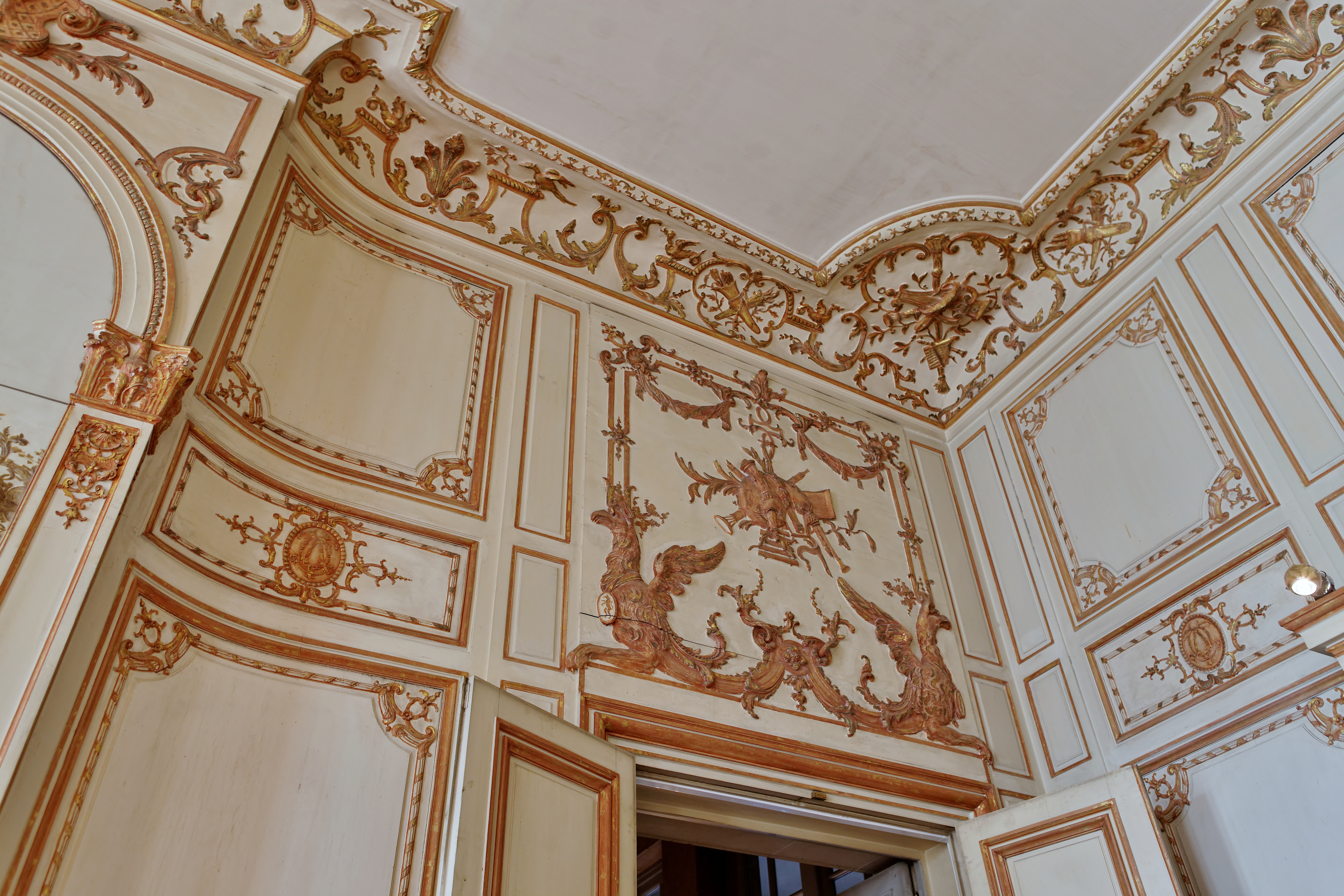
Das neue Kabinett
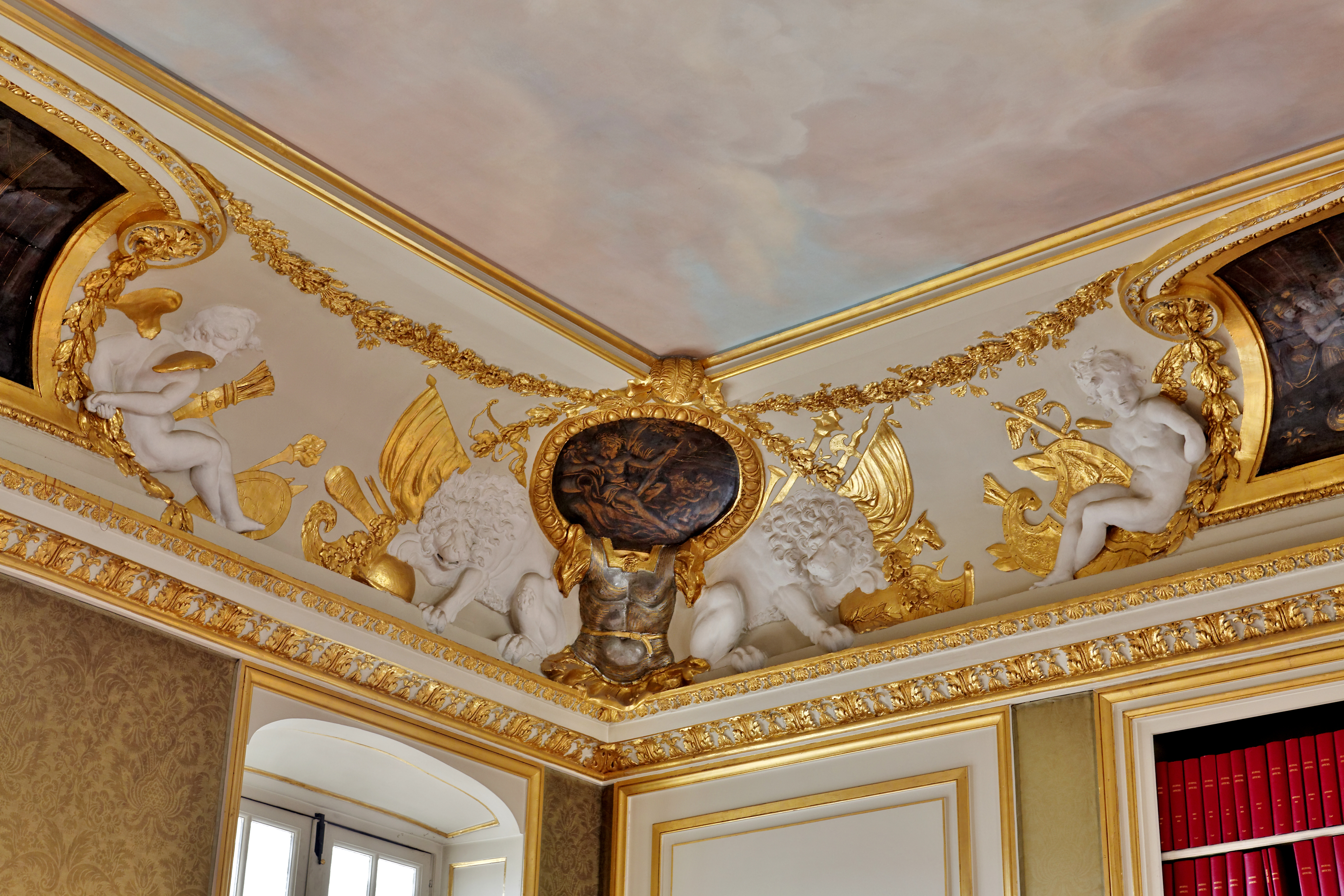
Der Salon Le Brun